# Rajon Nesterow
Der Rajon Nesterow ist eine Verwaltungseinheit in der russischen Oblast Kaliningrad.
Seit 2018 besteht der Rajon nur noch administrativ-territorial und wird mit Administrativer Rajon Nesterow (russisch Нестеровский административный район) bezeichnet. Die kommunale Selbstverwaltung wird als Munizipalkreis organisiert, dessen Verwaltungssitz die Stadt Nesterow (Stallupönen/Ebenrode) ist.

## Geografie
Der Rajon Nesterow liegt im äußersten Osten der Oblast Kaliningrad. Er grenzt im Osten an Litauen, im Süden an Polen, im Norden an den Rajon Krasnosnamensk, im Westen an die Rajons Gussew und Osjorsk der Oblast Kaliningrad.
Der Rajon hat 16.219 Einwohner (2010), seine Fläche beträgt 1.061 km². Mit einer Bevölkerungsdichte von 15 Einwohnern pro km² gehört er zu den am dünnsten besiedelten der Oblast. Der Anteil der Stadtbevölkerung beträgt 29 %, der Landbevölkerung 71 %.
Der Rajon wird von Pissa und Krasnaja (Rominte), an der Grenze zu Litauen von der Lipowka (Lepone) durchflossen. Im Südosten liegt an der Grenze zu Litauen der Wystiter See, der größte See der Oblast. Im Süden erstreckt sich der russische Anteil der Rominter Heide.

## Kommunale Selbstverwaltung
Auf dem Territorium des Rajons Nesterow besteht die kommunale Selbstverwaltungseinheit Munizipalkreis Nesterow (ru. Нестеровский муниципальный округ, Nesterowski munizipalny okrug) mit der Stadt Nesterow und den weiteren auf dem Territorium des Rajons befindlichen Siedlungen (ru. possjolok).

## Wirtschaft und Infrastruktur
Der Rajon Nesterow ist land- und forstwirtschaftlich (Rominter Heide) geprägt. Die berühmte Pferdezucht (Trakehner im Hauptgestüt Trakehnen, heute Jasnaja Poljana) kam 1945 zum Erliegen.
Durch den nördlichen Teil des Rajons und dessen Verwaltungszentrum Nesterow führen die Eisenbahnstrecke und Fernstraße Kaliningrad–Moskau (auf dem Territorium der Oblast A229, Teil der Europastraße 28; früher bis zur Grenze Teil der deutschen Reichsstraße 1). In deren Verlauf befinden sich die wichtigsten Eisenbahn- und Straßengrenzübergänge zwischen der Oblast Kaliningrad und Litauen bei Tschernyschewskoje (früher Eydtkuhnen bzw. Eydtkau).

## Geschichte
Der Rajon wurde am 7. April 1946 als Stallupjonenski rajon gegründet. Sein Gebiet umfasste den Großteil des bis 1945 existierenden Kreis Stallupönen (1938 bis 1945 "Kreis Ebenrode"), einen Teil des nach der neuen Grenzziehung infolge des Zweiten Weltkrieges sich in der Sowjetunion befindlichen nördlichen Teils des Kreises Goldap sowie einen kleinen Teil des Kreises Gumbinnen. Zuständig für den Rajon war ab Ende Mai 1946 zunächst die „Verwaltung für zivile Angelegenheiten des Rajons Stallupönen“ (ru. Управление по гражданским делам Шталлупёненского района, Uprawlenie po graschdanski delam Stallupjonenskowo rajona).
Am 7. September 1946 wurde die Stadt Stallupönen (1938 bis 1945 "Ebenrode") in Nesterow umbenannt und der Rajon in Nesterowski rajon. Im Sommer 1947 wurde zur Verwaltung des Rajons das Exekutivkomitee des Nesterowsker Rajonsowjets der Abgeordneten der Werktätigen ernannt (ru. Исполнительный комитет Нестеровского районного Совета депутатов трудящихся, Ispolnitelny komitet Nesterowskowo rajonowo Soweta deputatow trudjaschtschichsja; kurz: Нестеровский Райисполком, Nesterowski Rajispolkom).
In den Jahren 1963 bis 1965 war während einer kurzzeitigen allgemeinen Verwaltungsreform der Rajon Gussew an den Rajon Nesterow angeschlossen. Im Jahr 1977 wurde der Begriff „der Abgeordneten der Werktätigen“ durch „der Volksabgeordneten“ ersetzt (ru. народных депутатов, narodnych deputatow).
Nach dem Zerfall der Sowjetunion wurde im Jahr 1991 die Rajonverwaltung in Administration des Rajons Nesterow  (ru. Администрация Нестеровского района, Administrazija Nesterowskowo rajona) umbenannt.
Im Jahr 1998 wurde auf dem Territorium des Rajons Nesterow die gleichnamige kommunale Selbstverwaltungseinheit Rajon Nesterow eingerichtet. Im Jahr 2004 bekam diese Verwaltungseinheit den Status eines Stadtkreises (ru. Нестеровский городской округ, Nesterowski gorodskoi okrug). Der Stadtkreis Nesterow wurde von der Gerichtsbarkeit jedoch verworfen. Daraufhin bekam die Verwaltungseinheit im Jahr 2008 den Status eines "munizipalen" Rajons und wurde mit Munizipaler Rajon Nesterow (ru. Нестеровский муниципальный район, Nesterowski munizipalny rajon) bezeichnet; darin wurde die kommunale Selbstverwaltung auf die lokale Ebene ausgeweitet und die bestehenden sieben Dorfbezirke in drei Landgemeinden umgewandelt. Im Jahr 2013 bekam die Verwaltungseinheit (wieder) den Namen Rajon Nesterow. Im Jahr 2018 wurde die kommunale Selbstverwaltung (wieder) als Stadtkreis organisiert. Im Jahr 2022 wurde der Stadtkreis in einen Munizipalkreis umgewandelt.

### Dorfsowjets/Dorfbezirke 1947–2008
| Name              | Verwaltungssitz                                                     | deutscher Name                                                | Bemerkungen                                                                               |
| ----------------- | ------------------------------------------------------------------- | ------------------------------------------------------------- | ----------------------------------------------------------------------------------------- |
| Babuschkinski     | Babuschkino                                                         | Groß Degesen                                                  | offenbar seit etwa 1950, vorher Lugowski, bis 1954, dann zu Prigorodny                    |
| Kalininski        | Kalinino                                                            | Mehlkehmen (Birkenmühle)                                      |                                                                                           |
| Krasnolessenski   | Krasnolessje                                                        | Groß Rominten (Hardteck)                                      | bis 1954, dann zu Tschistoprudenski                                                       |
| Lugowski          | Lugowoje                                                            | Bilderweitschen (Bilderweiten)                                | offenbar bis etwa 1950, dann Babuschkinski                                                |
| Newski            | Newskoje                                                            | Pillupönen (Schloßbach)                                       | bis 1954, dann zu Pokryschkinski                                                          |
| Pokryschkinski    | Pokryschkino seit vor 1975: Puschkino                               | Dopönen (Grünweide) Göritten                                  |                                                                                           |
| Prigorodny        | Prigorodnoje                                                        | Petrikatschen (Schützenort)                                   |                                                                                           |
| Repinski          | Repino                                                              | Egglenischken (Tannenmühl)                                    | bis 1954, dann zu Kalininski, der Ort Repino existiert nicht mehr                         |
| Sawetinski        | Sawety seit vor 1968: Watutino seit vor 1988: Sadowoje              | Kattenau Tutschen Jentkutkampen (Burgkampen)                  |                                                                                           |
| Tschernyschewski  | Tschernyschewskoje                                                  | Eydtkuhnen (Eydtkau)                                          | war von 1960 bis 1967 aufgelöst und in dieser Zeit vermutlich an Prigorodny angeschlossen |
| Tschistoprudenski | Tschistyje Prudy                                                    | Tollmingkehmen (Tollmingen)                                   |                                                                                           |
| Tschkalowski      | Tschkalowo seit vor 1975: Jasnaja Poljana seit vor 1988: Iljuschino | Enzuhmen (Rodebach) (Groß) Trakehnen Milluhnen (Mühlengarten) | der Ort Iljuschino gehörte zunächst zum Dorfsowjet Prigorodny                             |

### Gemeinden 2008–2018

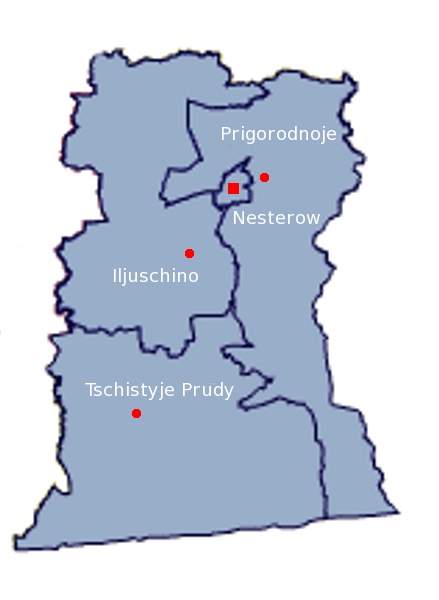
Verwaltungseinteilung des Rajons Nesterow 2008–2018

| Name                 | Verwaltungssitz  | Name bis 1938  | Name 1938–1945 | Zahl der Siedlungen |
| -------------------- | ---------------- | -------------- | -------------- | ------------------- |
| Stadtgemeinde:       |                  |                |                |                     |
| Nesterowskoje        | Nesterow         | Stallupönen    | Ebenrode       | 0                   |
| Landgemeinden:       |                  |                |                |                     |
| Iljuschinskoje       | Iljuschino       | Milluhnen      | Mühlengarten   | 16                  |
| Prigorodnoje         | Prigorodnoje     | Petrikatschen  | Schützenort    | 18                  |
| Tschistoprudnenskoje | Tschistyje Prudy | Tollmingkehmen | Tollmingen     | 19                  |

### Einwohnerentwicklung
| Jahr | Einwohner |
| ---- | --------- |
| 1959 | 17.491    |
| 1970 | 16.180    |
| 1979 | 15.277    |
| 1989 | 15.181    |
| 2002 | 17.250    |
| 2010 | 16.213    |
| 2021 | 11.897    |

### Funktionsträger

#### Parteisekretäre der WKP(B)/KPdSU 1947–1991
- 1947–1949: S. L. Galkin (С. Л. Галкин)
- 1949–1952: Pjotr Iwanowitsch Afanassjew (Пётр Иванович Афанасьев)
- 1952–1953: S. A. Dolgow (С. А. Долгов)
- 1953–1962: Konstantin Wassiljewitsch Firsakow (Константин Васильевич Фирсаков)
- 1962–1965: Andrei Antonowitsch Dowgi (Андрей Антонович Довгий)
- 1965–1980: Piotr Michailowitsch Bobrow (Пётр Михайлович Бобров)
- 1980–1989: Iwan Nikolajewitsch Nikitin (Иван Николаевич Никитин)
- 1989–1991: Waleri Walentinowitsch Klischow (Валерий Валентинович Клишов)

#### Vorsitzende
- 1946–1947: Wassili Iwanowitsch Maschin (Василий Иванович Машин)
- 1947–1948: Semjon Nikolajewitsch Alexandrow (Семён Николаевич Александров)
- 1948–1949: A. I. Stroganow (А. И. Строганов)
- 1949–1952: M. P. Bardejew (М. П. Бардеев)
- 1952–1953: Alexandr Kusmitsch Beloglaskin (Александр Кузьмич Белоглазкин)
- 1953–1958: B. N. Fomin (Б. Н. Фомин)
- 1958–1961: A. A. Krylow (А. А. Крылов)
- 1961–1963: W. M. Siwkow (В. М. Сивков)
- 1963–1971: Serafim Matwejewitsch Pissarew (Серафим Матвеевич Писарев)
- 1971–1977: R. A. Sarw (Р. А. Сарв)
- 1977–1987: Witali Iwanowitsch Sofronow (Виталий Иванович Софронов)
- 1987–1989: Waleri Walentinowitsch Klischow (Валерий Валентинович Клишов)
- 1989–1996: Iwan Andrejewitsch Swinarenko (Иван Андреевич Свинаренко)
- 1996–2000: Alexandr Iwanowitsch Akinin (Александр Иванович Акинин)
- 2000–2003: Nikolai Anatoljewitsch Potschebut (Николай Анатольевич Почебут)
- 2003–2009: Natalija Wiktorowna Tschawytschalowa (Наталия Викторовна Чавычалова)
- 2009–2014: Oleg Wiktorowitsch Kutin (Олег Викторович Кутин)
- 2014–2015: Andrei Alexandrowitsch Michailow (Андрей Александрович Михайлов)
- 2015–2018: Wladimir Alexejewitsch Belinski (Владимир Алексеевич Белинский)
- seit 2018: Wladimir Wladimirowitsch Sudijan (Владимир Владимирович Судиян)

#### Verwaltungschefs
sofern nicht gleichzeitig Vorsitzende
- 2014–2018: Oleg Wiktorowitsch Kutin (Олег Викторович Кутин)
- seit 2018: Eduard Wladimirowitsch Starkow (Эдуард Владимирович Старков)